# Keikyū série 1000
La série 1000 (1000形, 1000-gata) est un type de rames automotrices électriques exploité par la Keikyū pour les services de banlieue et périurbains dans la région sud de Tokyo depuis 2002. Il s'agit de la seconde génération de la série 1000 (la première génération, sortie en 1960, portait le même nom) et est surnommée "Nouveau type 1000" ou  "N1000".

## Aperçu
Destinée à remplacer la série 1000 de 1re génération et la série 700, la série 1000 s’inspire de la carrosserie et des équipements principaux de la série 2100. Elle vise à améliorer le confort des voyageurs, réduire la consommation d’énergie et faciliter la maintenance. Plusieurs modifications ont été apportées au fil de sa production, notamment sur les matériaux de la carrosserie et les systèmes de contrôle, depuis son introduction en 2002.
La première rame a été achevée le 23 février 2002, avec des essais les 23 mars 2002 et 24 mars 2002. La formation des équipages (conducteur à l’avant et chef de train à l’arrière pour la gestion des portes) a duré un mois. L’exploitation commerciale a débuté sur la ligne principale Keikyū le 15 avril 2002, sur la ligne Asakusa le 25 juin 2002, sur les lignes du réseau Keisei jusqu’à Takasago le 30 août 2002, et sur la Ligne Hokusō le 4 septembre 2002.
Les rames ont été livrées en 20 tranches entre 2002 et 2019, chaque tranche apportant des améliorations par rapport aux précédentes.

## Caractéristiques

### Extérieur
De la 1re à la 5e tranche, la caisse est en alliage d’aluminium, puis en acier inoxydable à partir de la 6e tranche. La face avant, profilée avec une surface incurvée, est unifiée avec une jupe de protection.
La livrée des tranches 1 à 5 est composée du « rouge Keikyū » avec une bande blanche crème au niveau des fenêtres. Pour les tranches 6 à 15, la livrée conserve le rouge Keikyū avec une bande blanche sous les fenêtres, laissant la zone des fenêtres en acier inoxydable brut (gris). À partir de la 15e tranche, un film rouge et blanc crème, reprenant la livrée originelle, est appliqué pour réduire les coûts d’entretien, mais il n’est pas fixé sur les cadres des fenêtres, des portes et de la cabine, où il risquerait de se décoller lors du lavage.
Les fenêtres, très larges avec un seul montant central, offrent une bonne luminosité à l’intérieur.

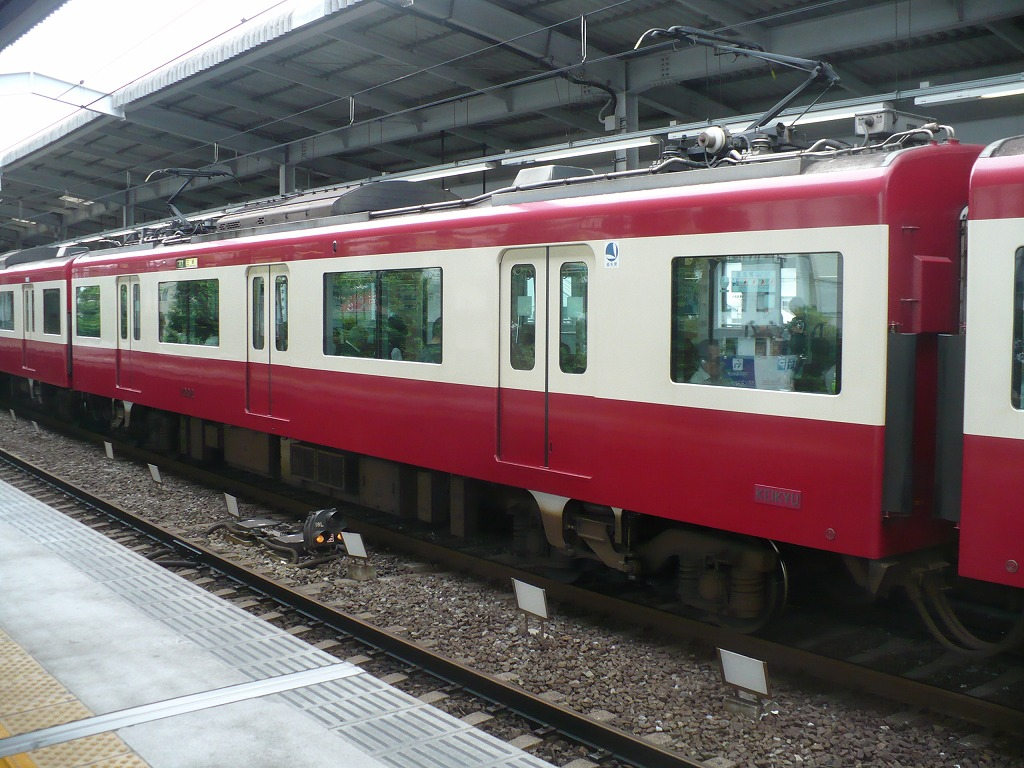
Tranches 1 à 5 : livrée originelle, carrosserie en aluminium.
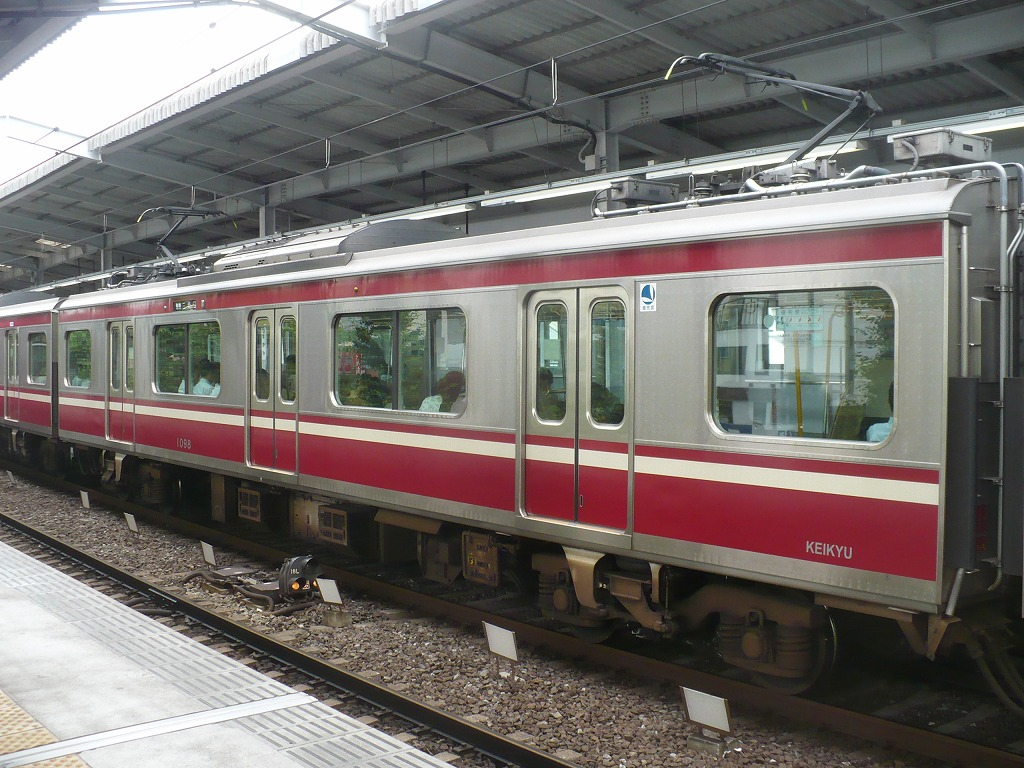
Tranches 6 à 15 : carrosserie en acier inoxydable, bande blanche.
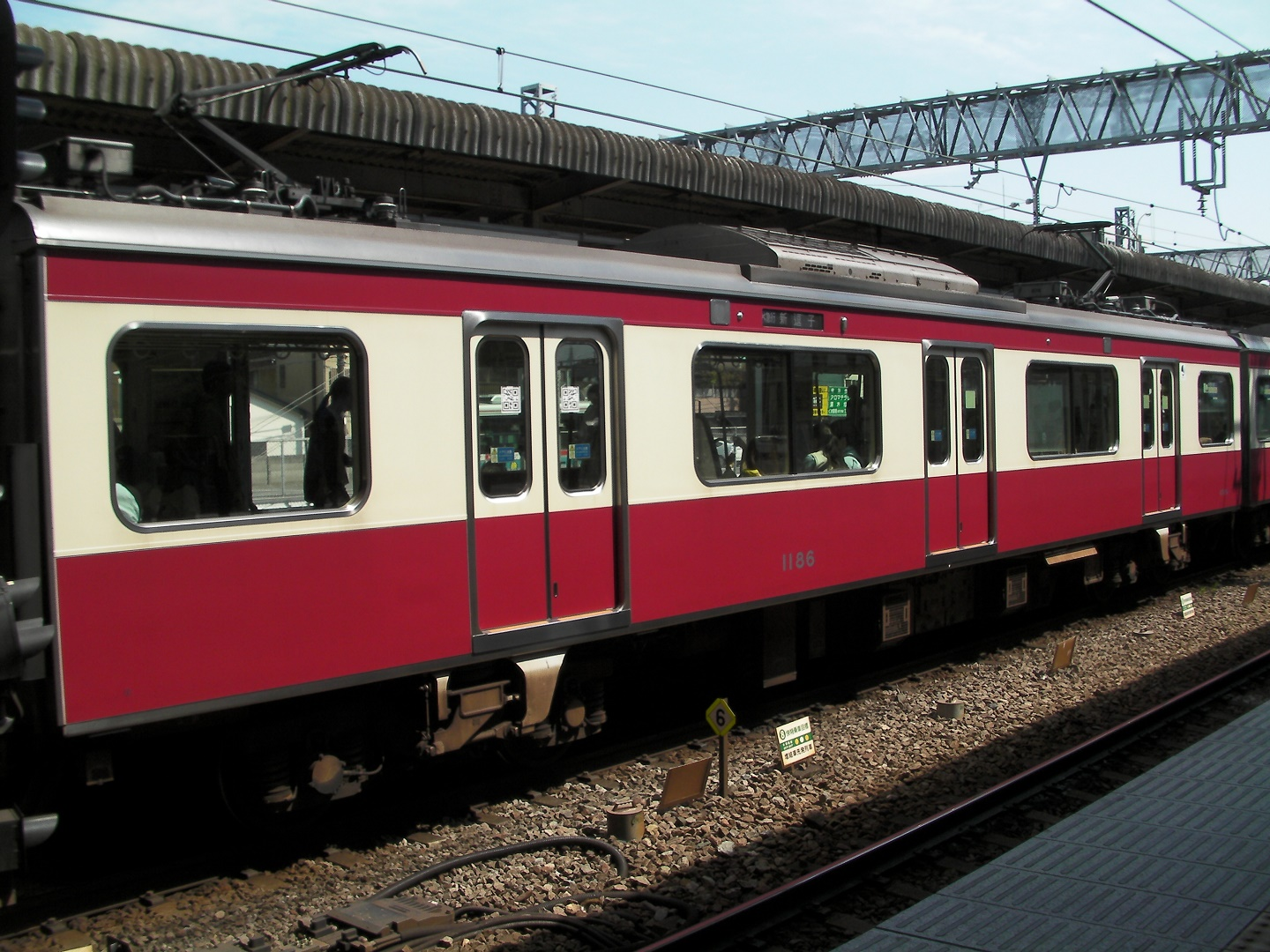
Tranches 15 et 16 : carrosserie en acier inoxydable avec film de livrée originelle.
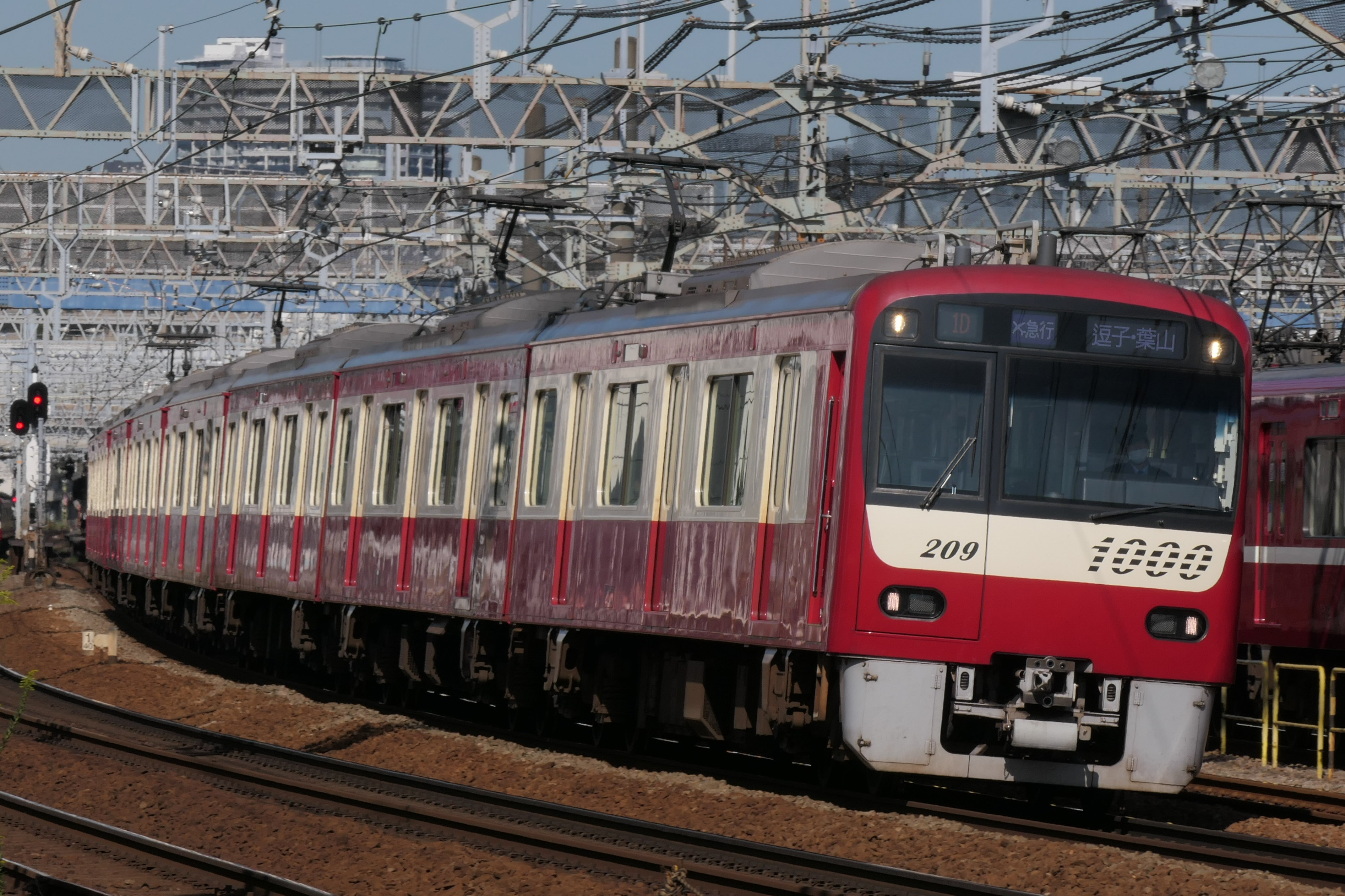
Tranche 17 : peinture intégrale pour accentuer le « Keikyu-ness ».

### Tranches 1 à 5

#### Extérieur
Les gouttières et la tuyauterie haute pression du pantographe sont intégrées à la carrosserie. Les fenêtres, fixes pour réduire le bruit intérieur, sont alignées avec les panneaux extérieurs pour faciliter le nettoyage. Jusqu’à la 3e tranche, les girouettes utilisaient un film déroulant ; à partir de la 4e tranche, elles passent à des afficheurs à LED couleur.

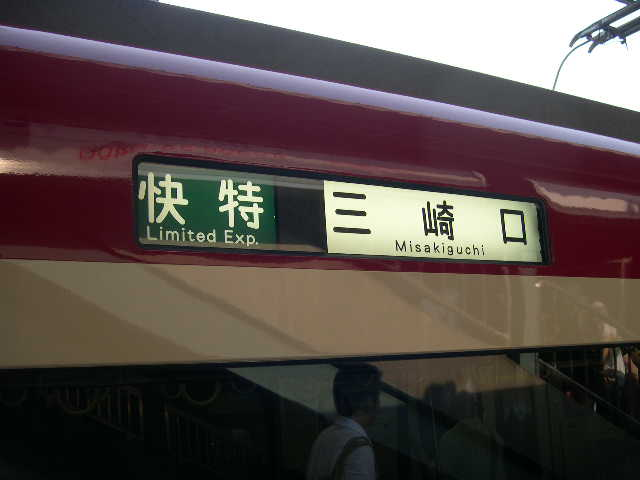
Girouette à film déroulant.

#### Intérieur
L’intérieur utilise des couleurs chaudes pour créer un espace accueillant : parois en placage blanc, cloisons arrière et d’extrémité en placage rose, sol en bleu vif. Les sièges longitudinaux, de type baquet, offrent une largeur d’assise de 455 mm par personne, avec une sellerie rougeâtre, légèrement plus claire pour les sièges longitudinaux.
Chaque voiture de tête dispose d’un espace UFR avec une main courante de sécurité et un bouton d’urgence pour communiquer avec l’équipage. Les fenêtres fixes sont compensées par deux ventilateurs d’extraction par voiture, alimentés par une batterie en cas de panne, fonctionnant environ une heure. Un bandeau d’information à LED et un thermomètre sont installés au-dessus de chaque porte.

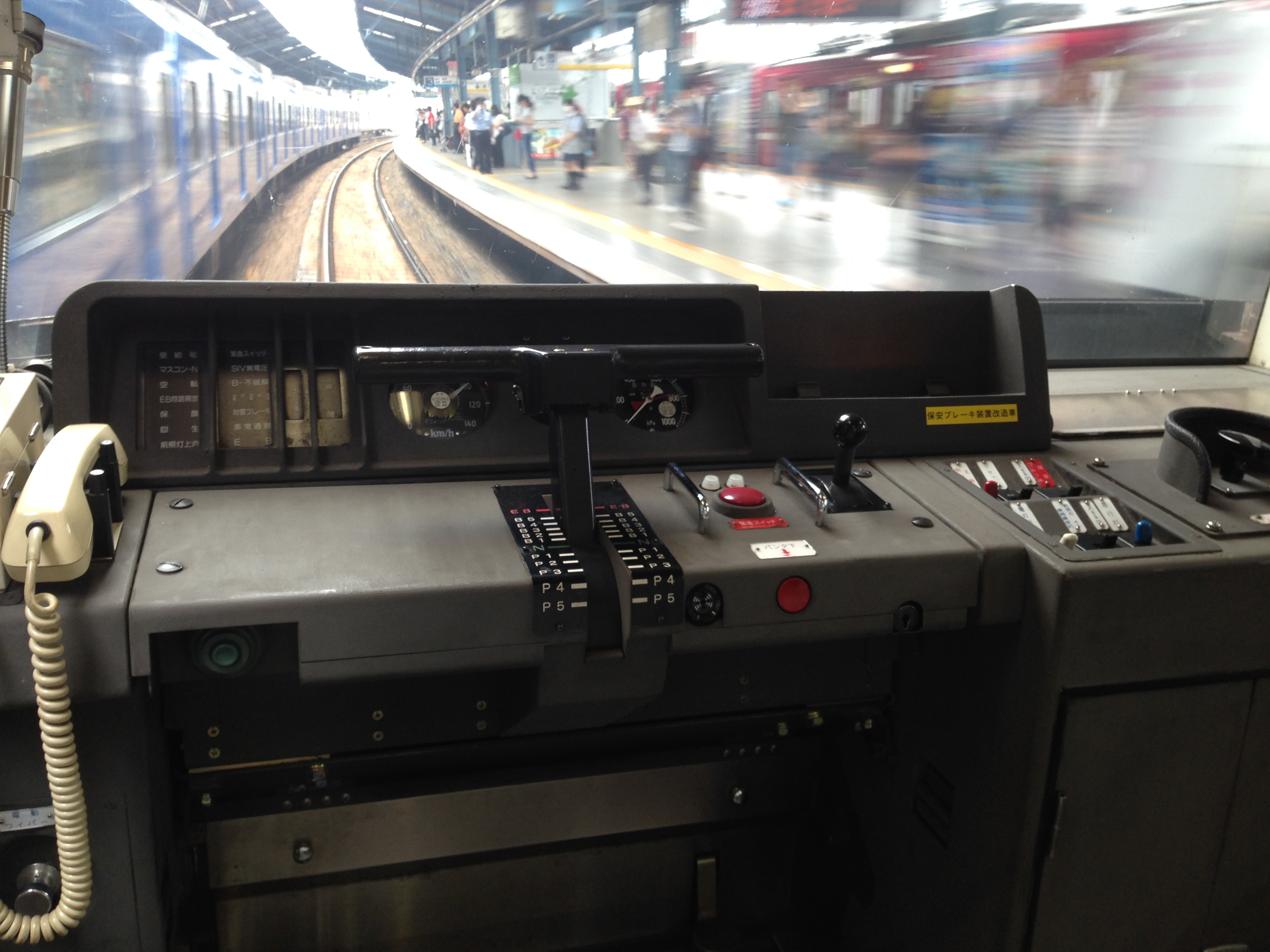
Poste de conduite.
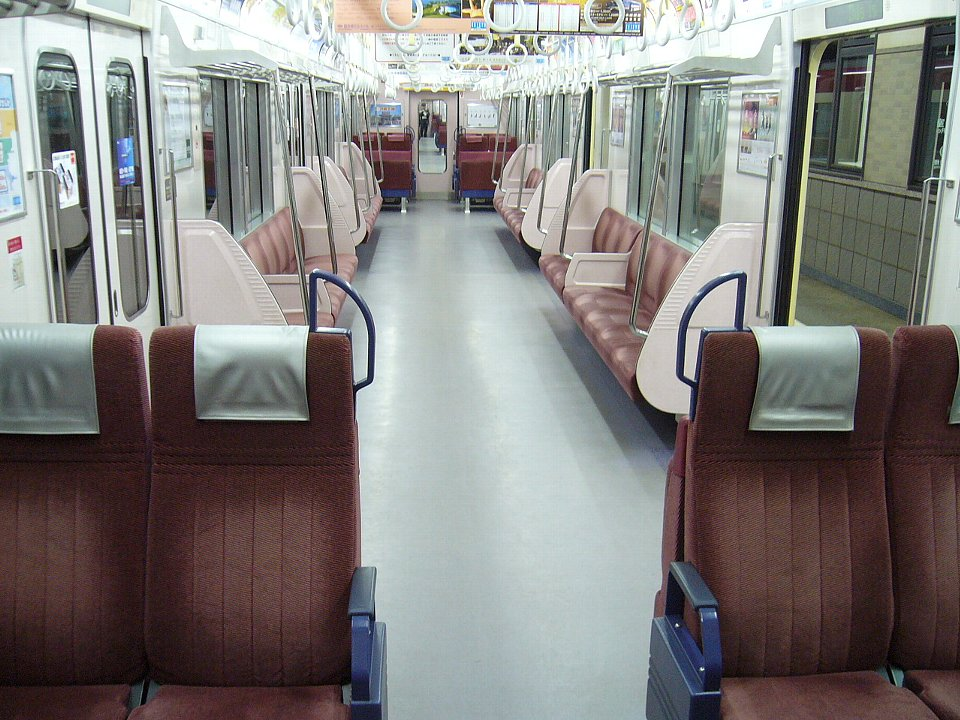
Intérieur non rénové (tranche 1).

#### Technique
Les tranches 1 et 2 utilisent un système de contrôle Siemens avec des onduleurs GTO VVVF, émettant un son caractéristique surnommé « Doremifa » (proche des notes musicales), ce qui a valu à ces rames le surnom de « train chantant », apprécié des amateurs de trains au Japon et à l’étranger. Ce son est similaire, mais plus rapide, à celui des EuroSprinter ES 64 U « Taurus ».
À partir des tranches 3 à 5, les onduleurs passent à la technologie IGBT VVVF Siemens avec un frein électrique combinant régénératif et dynamique, surnommé « Scream train » en raison de son bruit strident au démarrage. En 2023, tous les onduleurs Siemens ont été remplacés par des Toyo Denki Seizo IGBT VVVF.
Les moteurs principaux, de type Siemens 1TB2010-0GC02, ont une puissance de 190 kW. Le pantographe, modèle PT7117-A à bras unique de Toyo Denki Seizo, est identique à celui de la série 2100. La transmission utilise un cardan parallèle TD, avec une plaque flexible en plastique renforcé de fibre de carbone (CFRP) pour réduire la maintenance. À partir de la 3e tranche, les rames de 8 voitures passent à une configuration 6M2T (6 motrices, 2 remorques) pour améliorer l’adhérence et les performances.

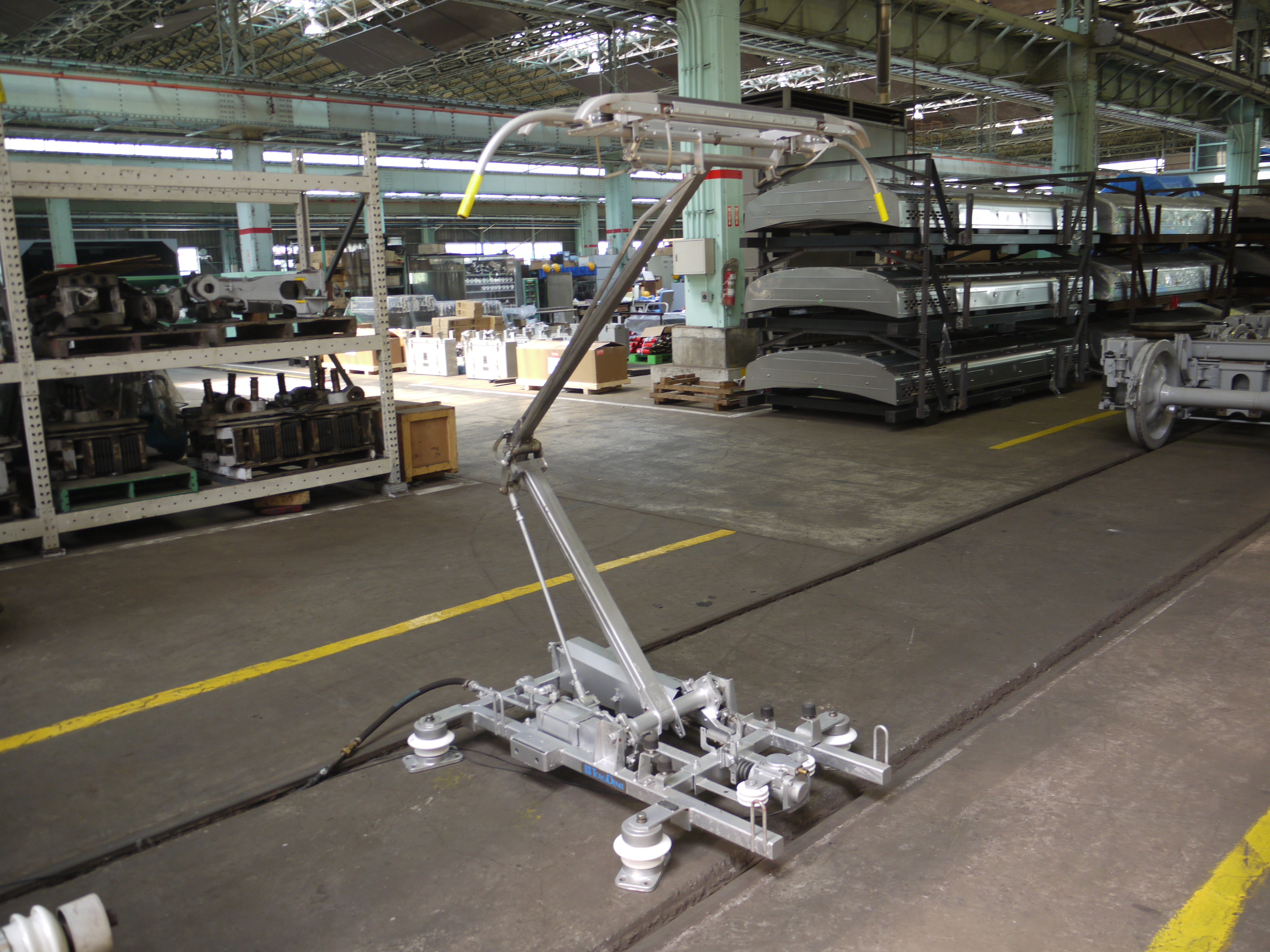
Pantographe PT7117-A.
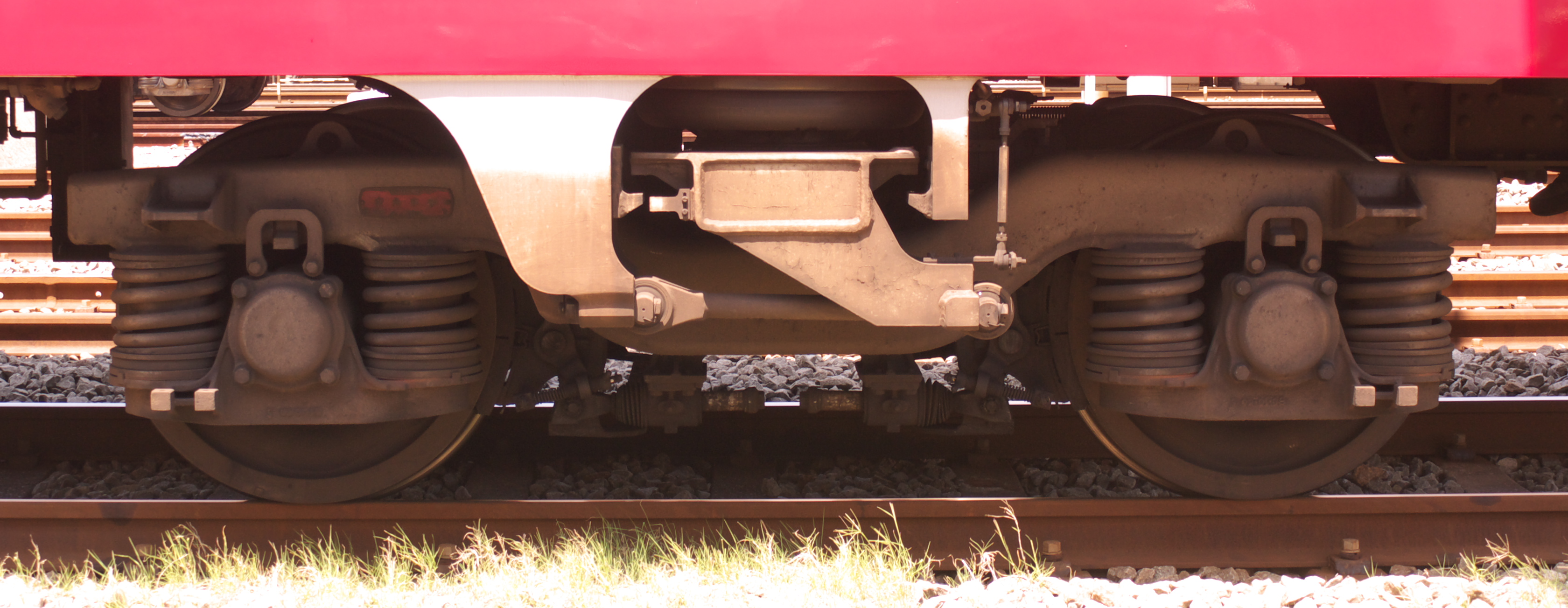
Bogie.
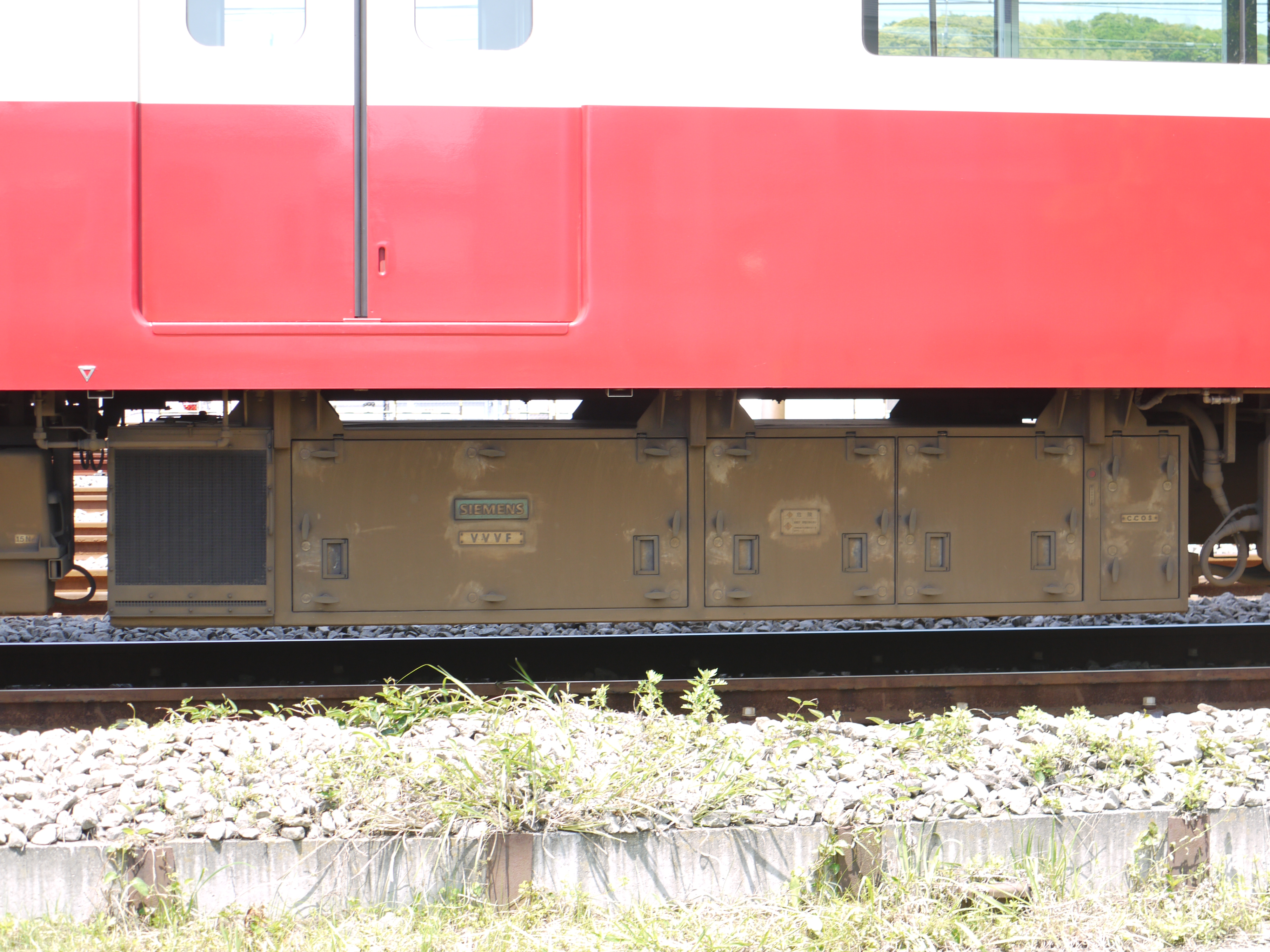
Boîtier d’onduleurs Siemens.

### Tranches 6 à 15

#### Extérieur
Les rames ont une caisse en acier inoxydable, avec une livrée sans blanc crème au niveau des fenêtres, remplacé par une bande blanche sous les fenêtres.

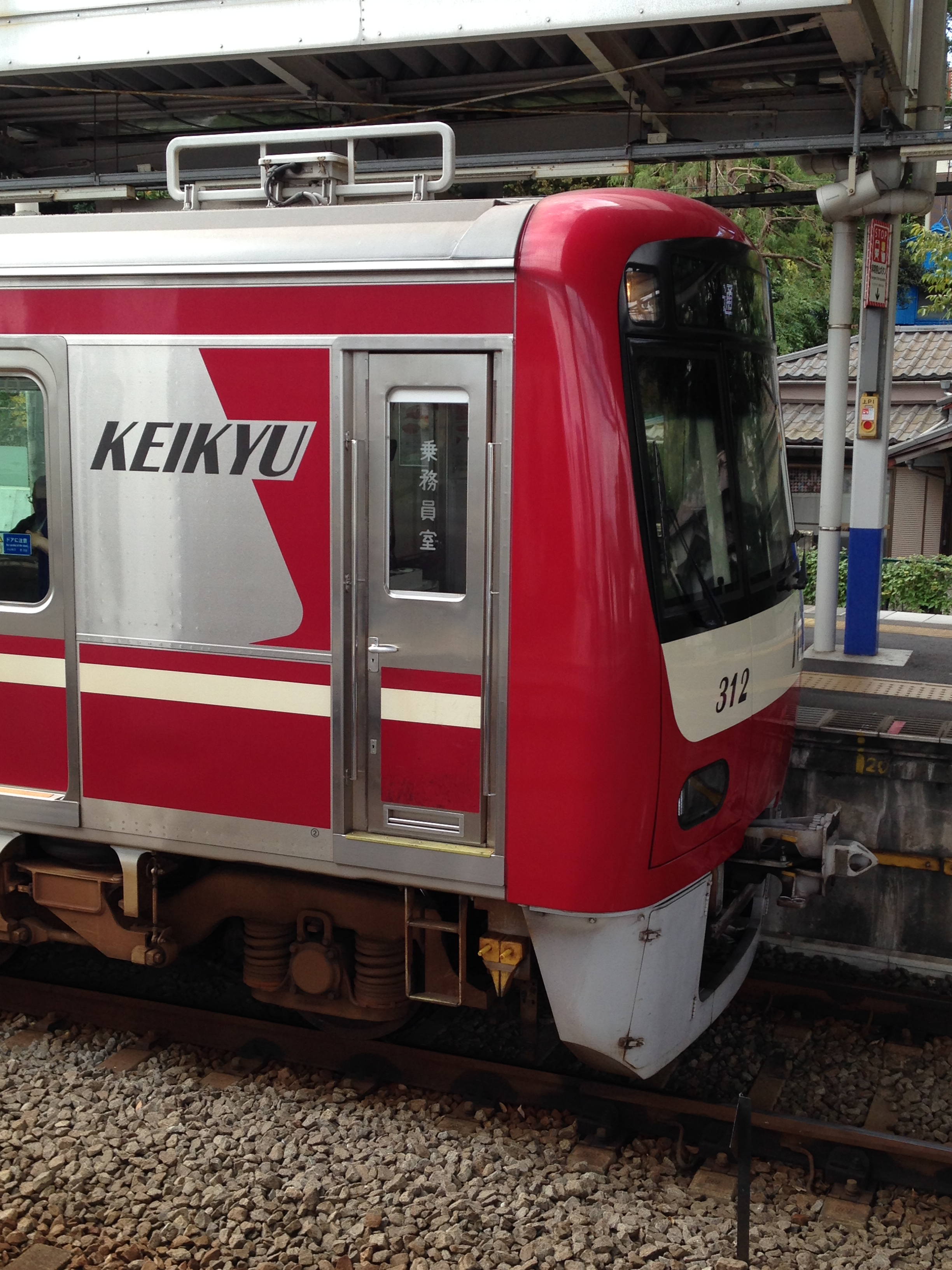
Face avant d’une série 1000 tranche 7

#### Intérieur
L’intérieur conserve les couleurs chaudes des tranches précédentes, avec des parois en placage blanc et un sol gris. Les sièges transversaux à 4 places aux extrémités sont remplacés par des sièges longitudinaux à 5 places, marquant le retour d’une configuration « tout-longitudinal » depuis la série 1500 de 1993.

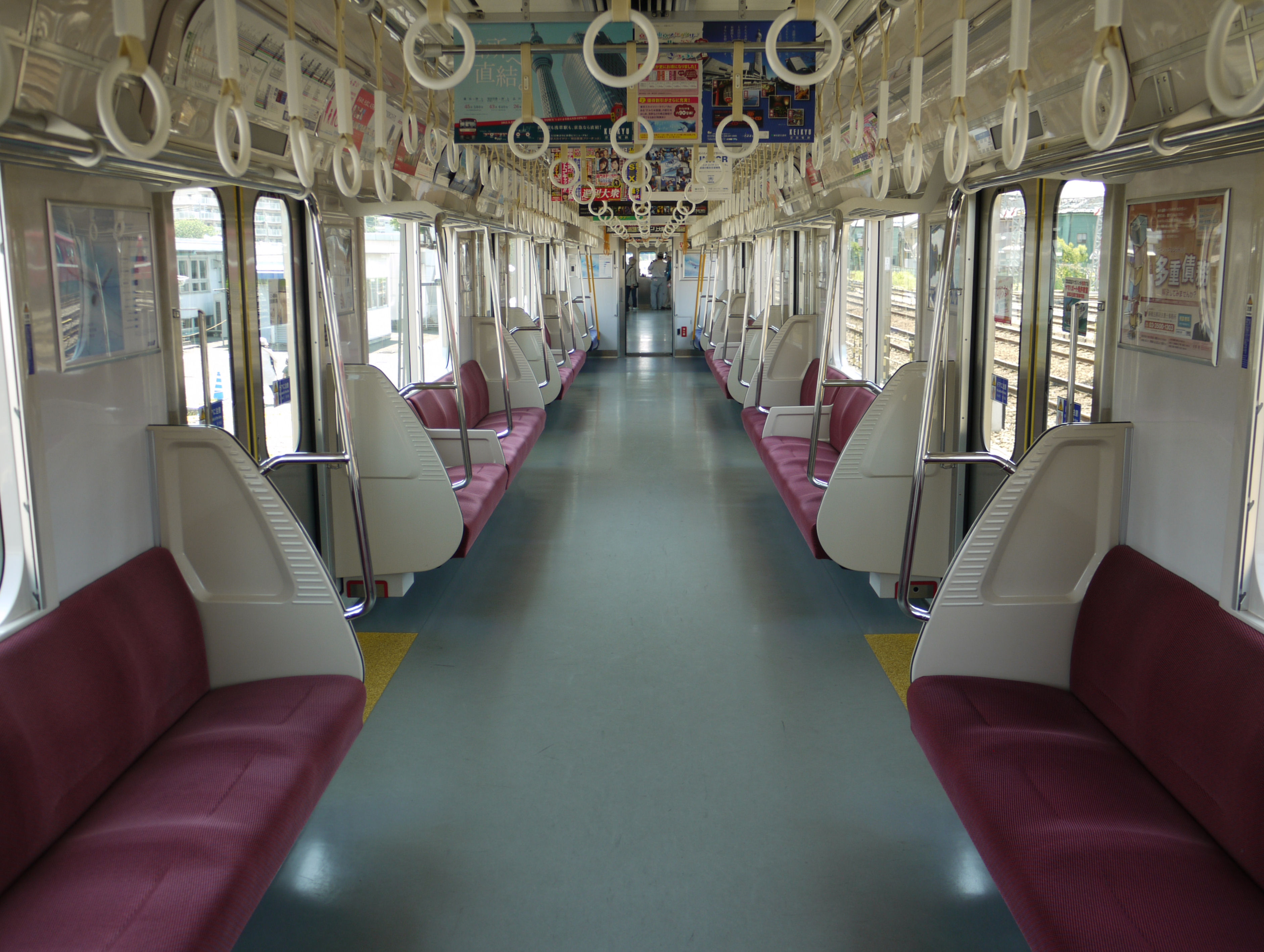
Intérieur de la série 1000 en acier inoxydable.

#### Technique
Les équipements passent à des composants japonais. Le contrôle de groupe 1C4M remplace le système Siemens. Les rames de 8 voitures utilisent des onduleurs IGBT VVVF Mitsubishi, tandis que les rames de 4 et 6 voitures utilisent des Toyo Denki Seizo IGBT VVVF. Le moteur, un Mitsubishi Electric MB-5121-A à cage d’écureuil, délivre 155 kW.

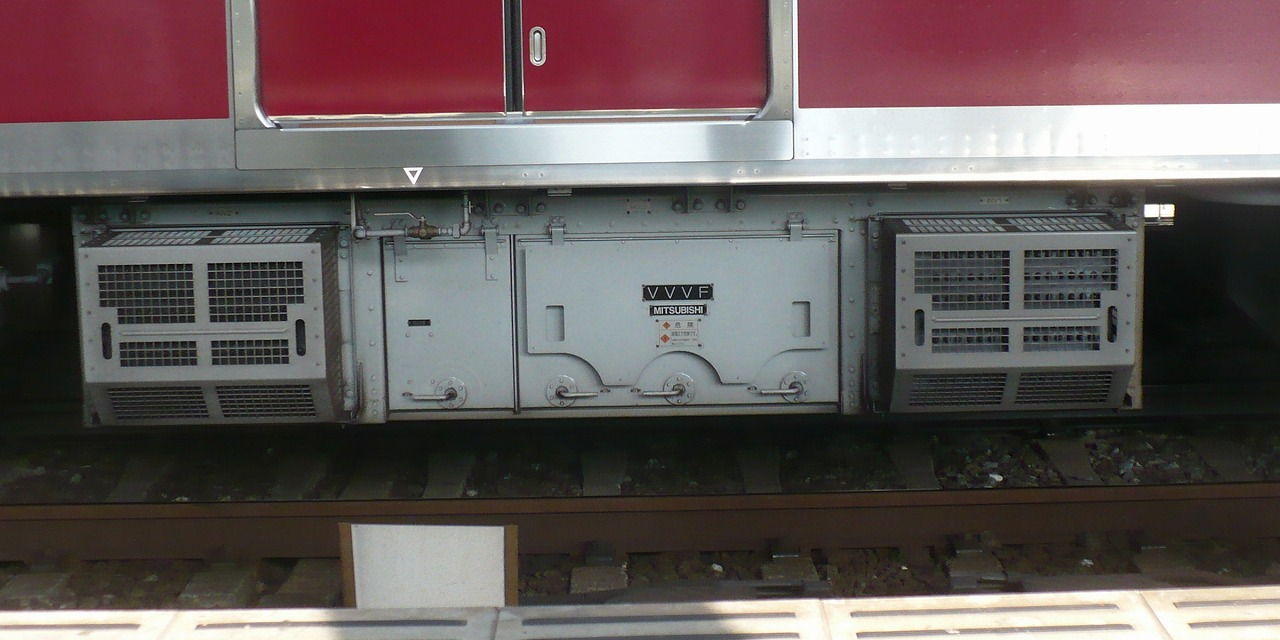
Onduleur Mitsubishi.
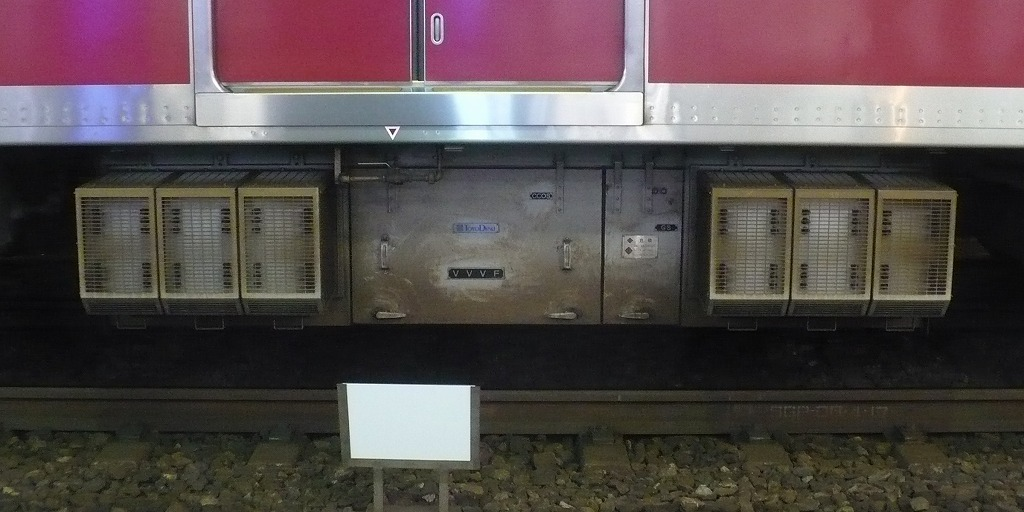
Onduleur Toyo Denki.

#### Tranche 10
Livrée en 2011, cette tranche introduit des écrans LCD de 17 pouces au-dessus des portes, l’un pour l’information voyageur, l’autre pour la publicité ou les perturbations. Un voyant rouge clignotant sur le linteau des portes signale leur fermeture, en complément de la sonnerie à trois tons héritée de la série 600.

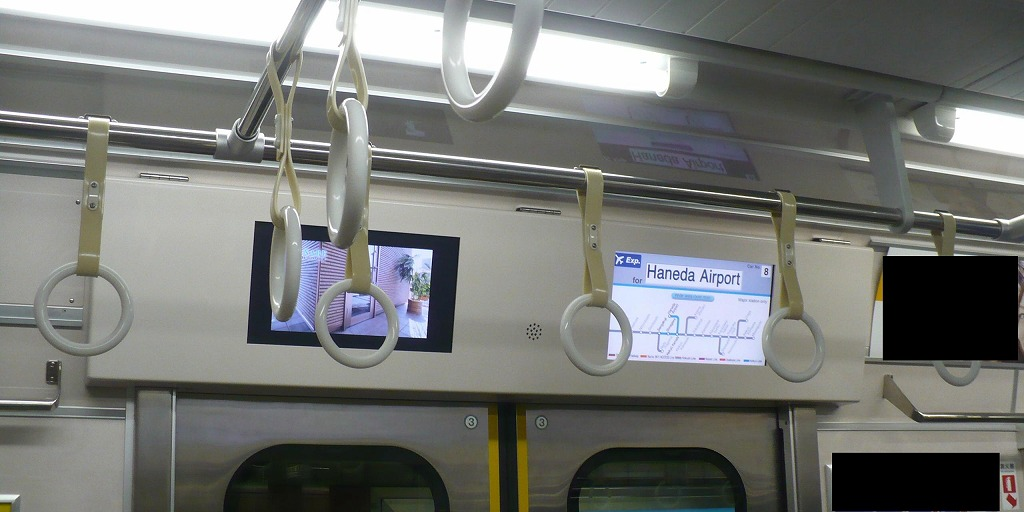
Écrans LCD tranche 10

#### Tranche 11
Livrée en 2011, cette tranche comprend :
- Une rame de 8 voitures (1145) ;
- Trois rames de 6 voitures (1301, 1307, 1313).

L’éclairage intérieur passe des tubes fluorescents aux LED.

#### Tranche 12
Livrée en avril 2012, cette tranche comprend :
- Une rame de 8 voitures (1153) ;
- Deux rames de 6 voitures (1319, 1325).

#### Tranche 13
Livrée entre août 2013 et mars 2014, cette tranche comprend :
- Une rame de 8 voitures (1161) ;
- Deux rames de 6 voitures (1331, 1337).

L’écran LCD dédié à la publicité est supprimé.

#### Tranche 15
Livrée en 2015, cette tranche introduit pour la rame 1367 (6 voitures) un moteur synchrone à aimants permanents (PMSM) Toshiba SEA-548 et un contrôleur SVF102-G0, avec une puissance de 190 kW par moteur. Dans les rames de 4 voitures, la porte de secours est déplacée au centre de la face avant pour permettre une interconnexion avec la ligne Asakusa en formant des rames de 12 voitures (8+4). Ces rames reçoivent un film reprenant la livrée originelle (rouge et blanc crème).

#### Tranche 16
Les phares et feux passent aux LED. Un haut-parleur extérieur est ajouté. Le contrôleur principal MAP-198-15V295 utilise un moteur Mitsubishi Electric MB-5171-A à 190 kW et des onduleurs SiC VVVF Mitsubishi. Six écrans LCD par voiture affichent des informations en japonais, anglais, coréen et chinois simplifié. Une rangée de sièges transversaux est introduite à une extrémité, avec deux prises électriques (norme japonaise).

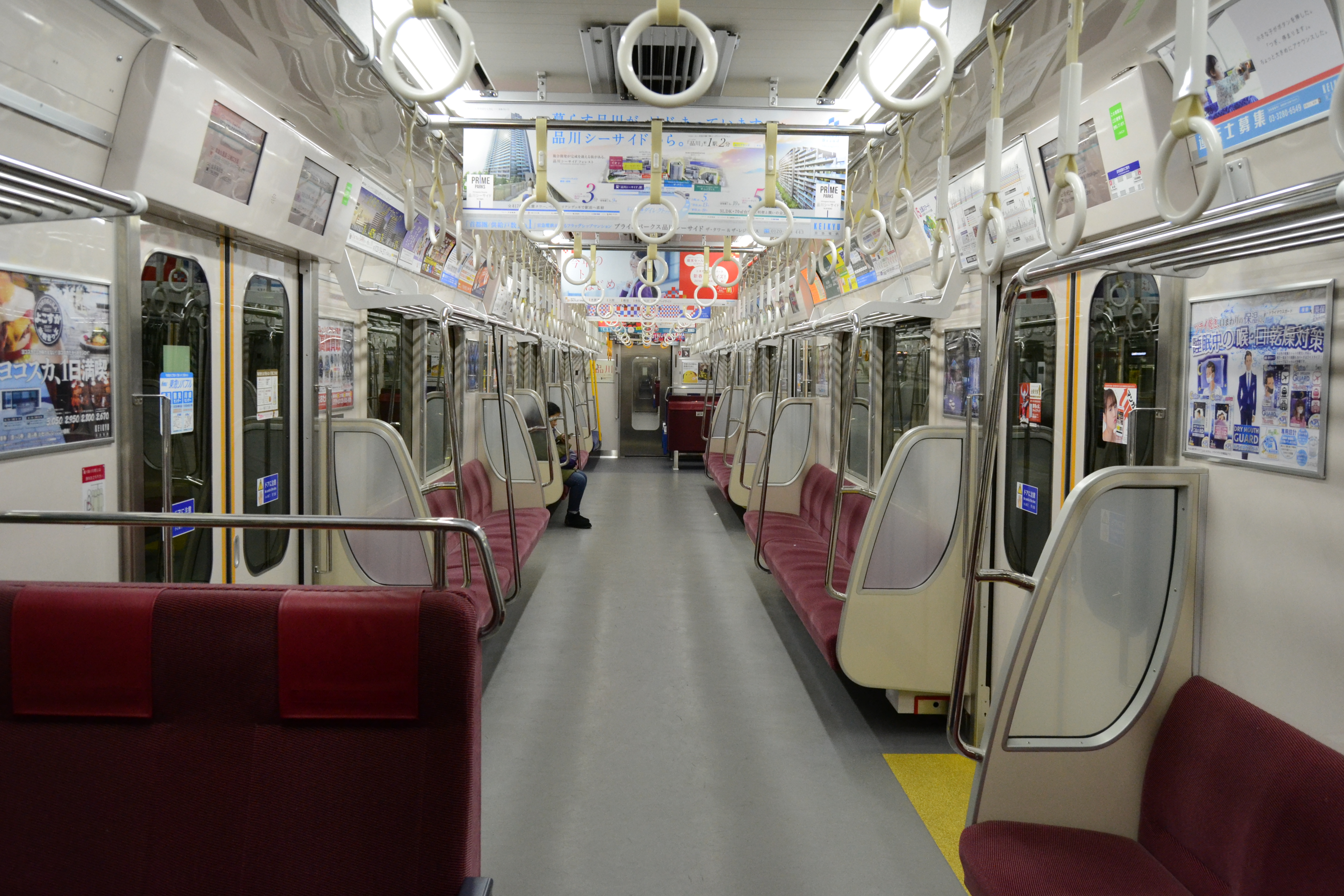
Intérieur série 1000 tranche 16.
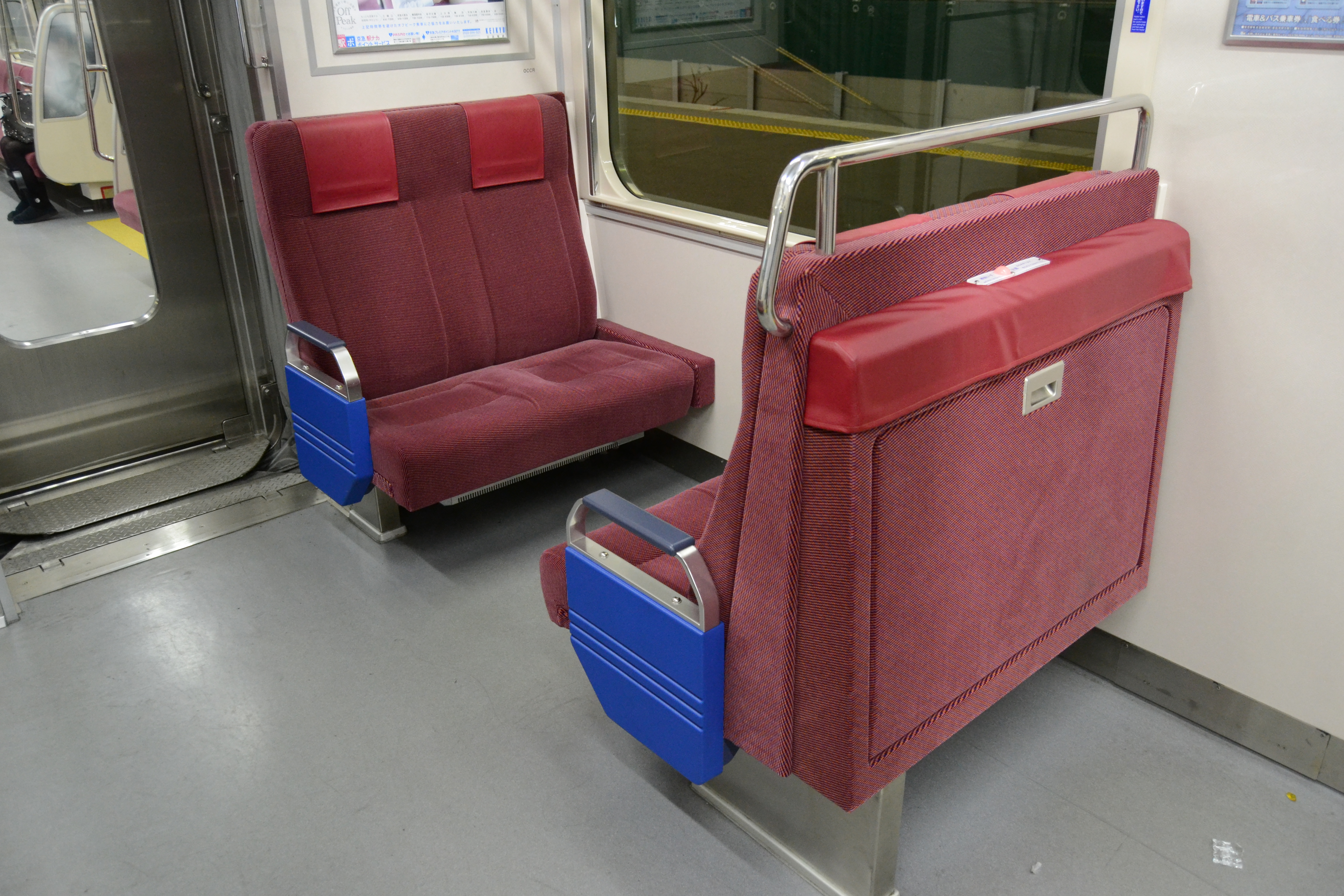
Siège transversal.
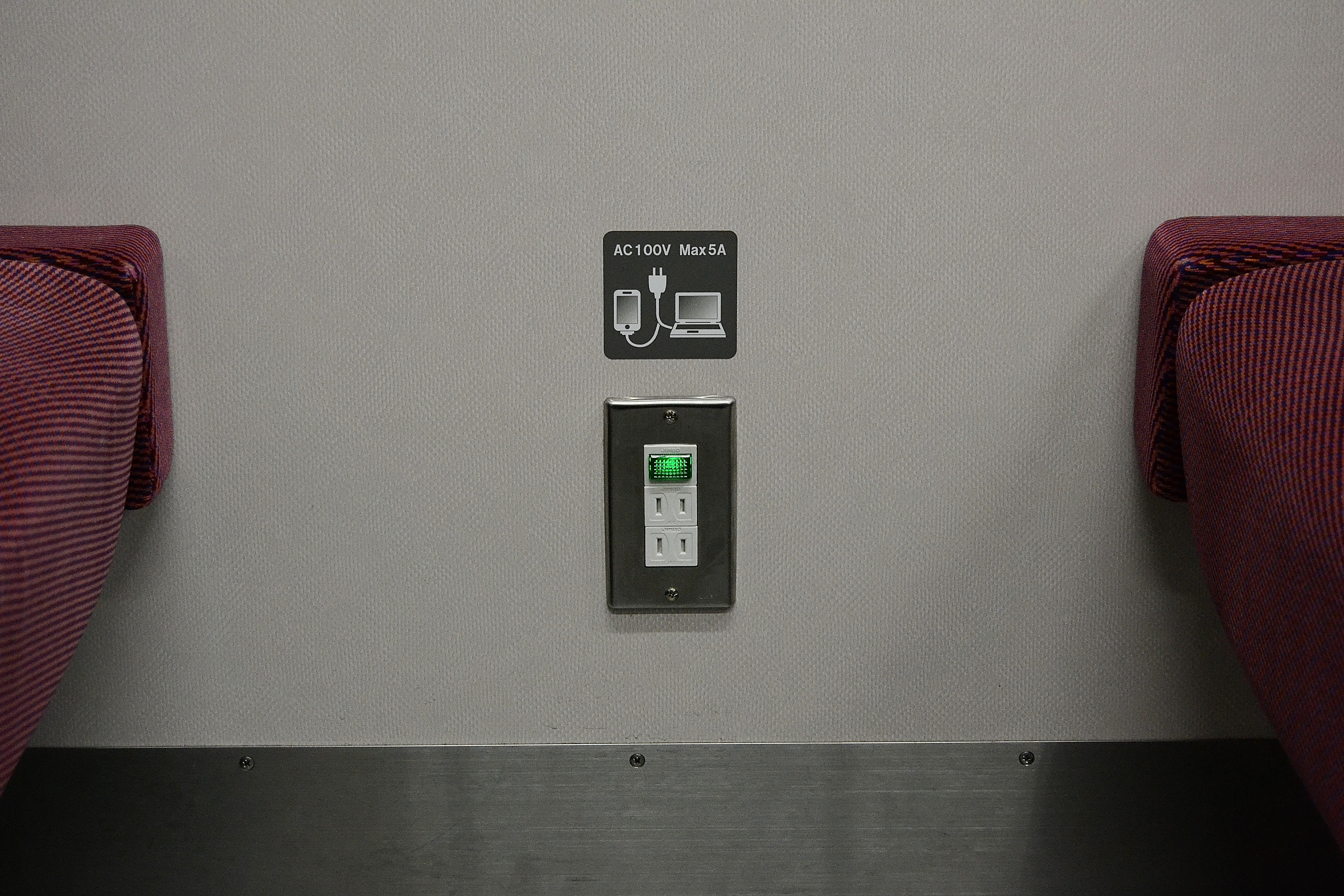
Prises électriques.

#### Tranche 17
Introduite en 2017, cette tranche conserve les caractéristiques de la 16e tranche, mais la carrosserie est entièrement peinte, une première pour une rame en acier inoxydable chez Keikyū.

#### Tranche 18
Livrée en 2018, cette tranche comprend 7 rames de 6 voitures (4M2T), identiques à la tranche précédente.

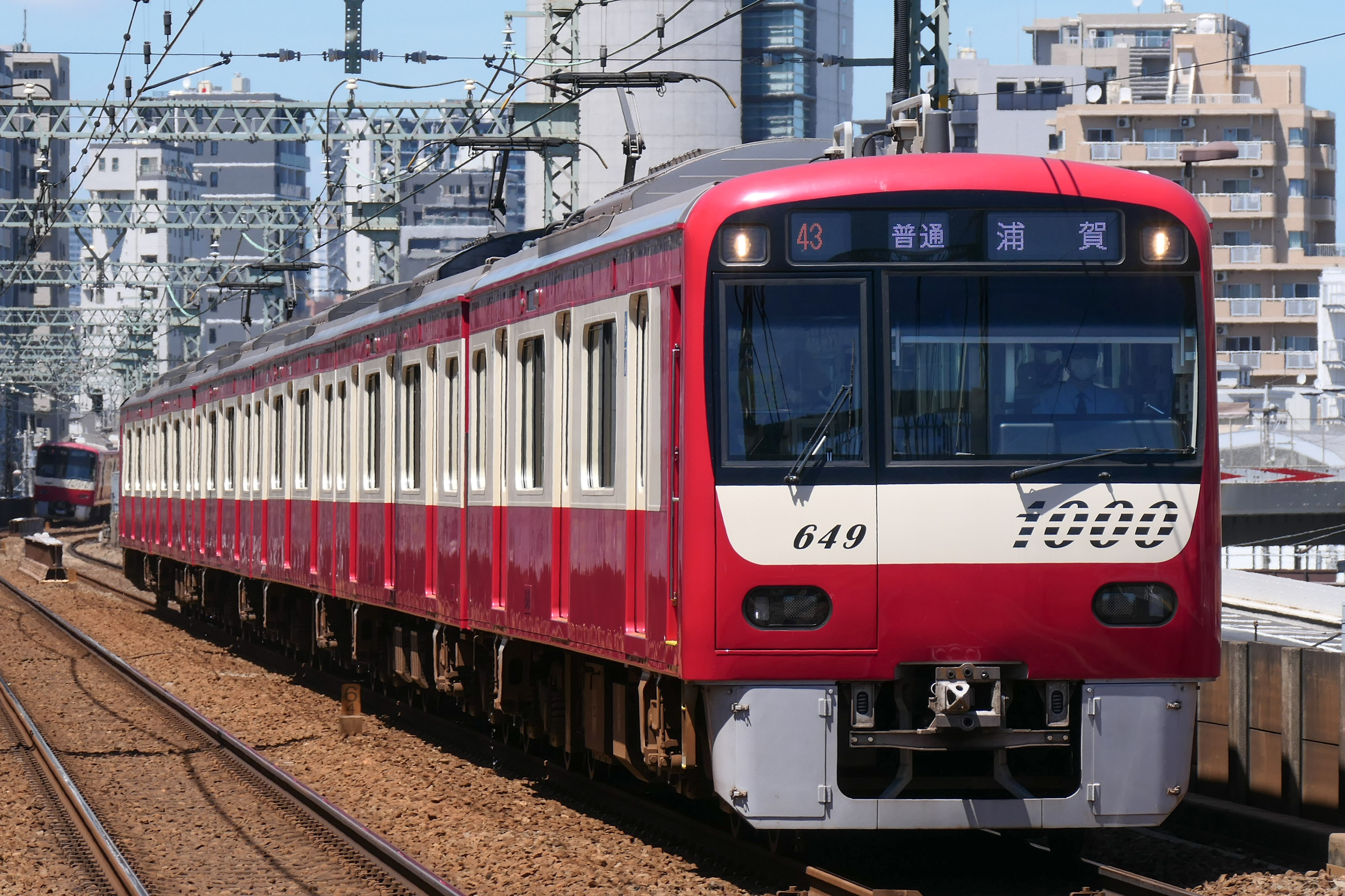
Une rame de la 18e tranche (18 juillet 2021, station Omorikaigan).

#### Tranche 19
Livrée en 2019, cette tranche comprend une rame de 6 voitures et une de 8 voitures.

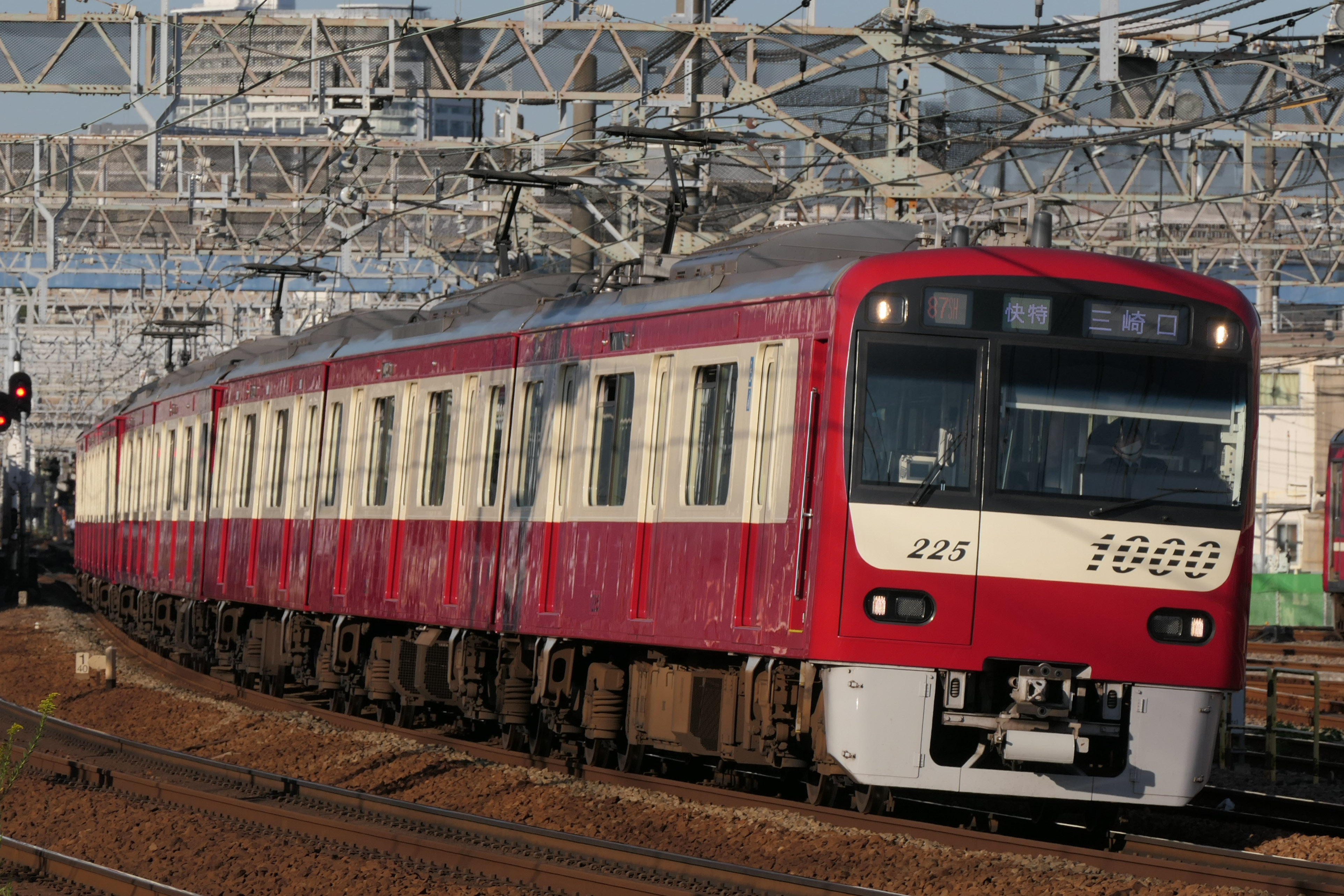
La rame de 8 voitures de la tranche 19 (27 octobre 2020, entre Kanazawa Bunko et Kanazawa Hakkei).

#### Série 1000-1890 «Le Ciel» (Tranches 20 et 21)
- Tranche 20 : 2 rames de 4 voitures (1891, 1892), en service dès le 6 mai 2021 pour la 1891.
- Tranche 21 : 3 rames de 4 voitures (1893–1895), en service dès le 29 novembre 2021 pour la 1893[5],[6].

Ces rames adoptent une composition de 2 motrices et 2 remorques pour les rames de 4 voitures, avec des moteurs de 190 kW. Les rames de 6 voitures passent à 4 motrices et 2 remorques. Les onduleurs passent à Toyo Denki Seizo SiC-VVVF, réduisant le poids. La face avant est modifiée, avec une issue de secours centrée pour l’interconnexion avec la ligne Asakusa. Les sièges rotatifs, inspirés de la série 2100, permettent une configuration longitudinale ou transversale, avec une largeur augmentée de 10 mm. Une moquette antibactérienne et antivirale est utilisée, et des toilettes (une universelle et un urinoir pour hommes) sont installées dans les voitures intermédiaires,.
Le surnom « Le Ciel » (ルシエル, prononcé Rushieru) a été choisi en 2021 pour évoquer le ciel de la péninsule de Miura et de l’Aéroport de Haneda, avec une connotation luxueuse inspirée du français. Il rend hommage à l’ancien express limité « La Mer » (ラ・メール号). À partir du 26 mars 2022, les rames 1891, 1892, 1894 et 1895 portent la marque « Le Ciel ».
Le 26 mai 2022, la série 1000-1890 a reçu le Blue Ribbon Award.

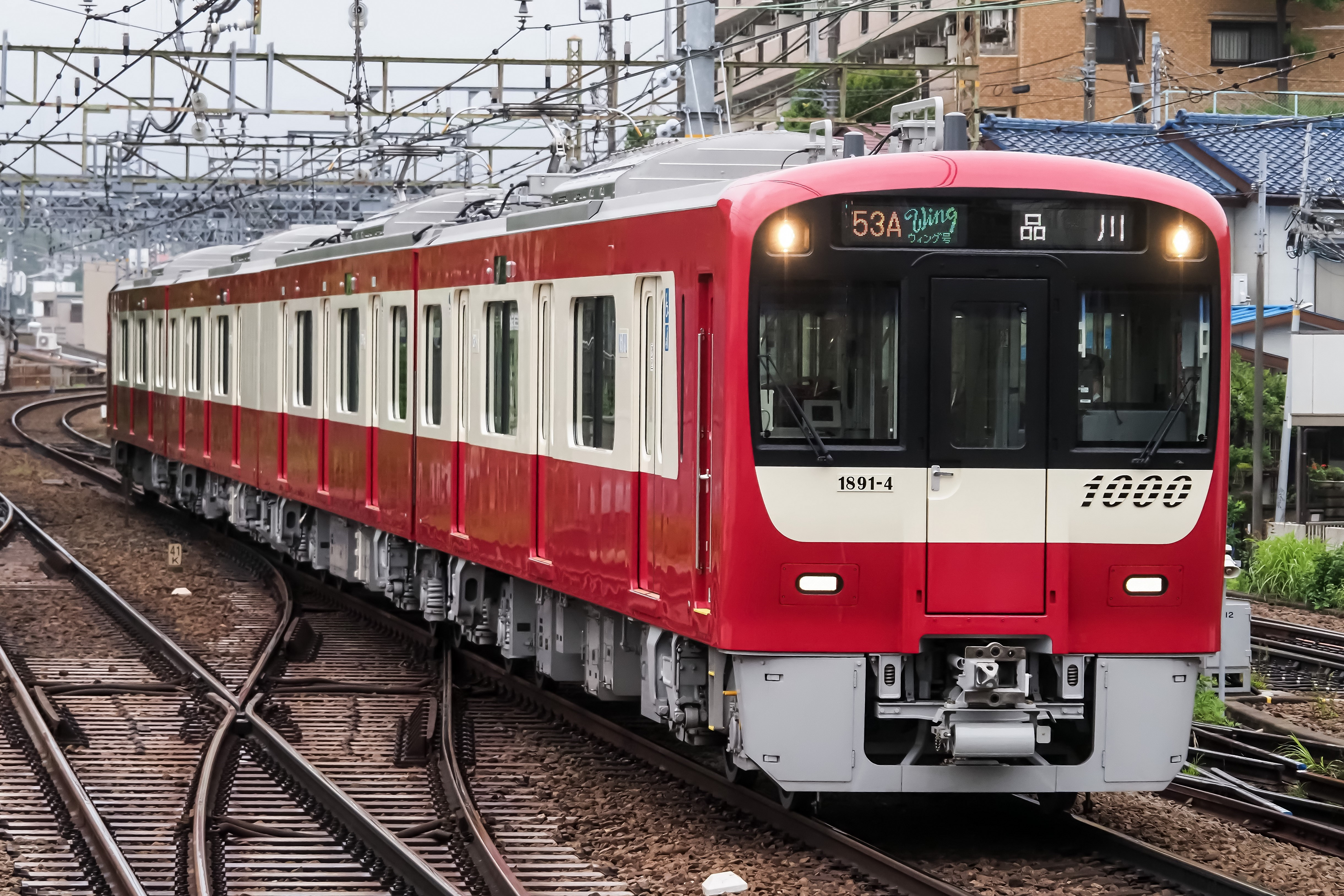
Une rame de la 20e tranche (21 mai 2021, gare de Kanazawa Hakkei).
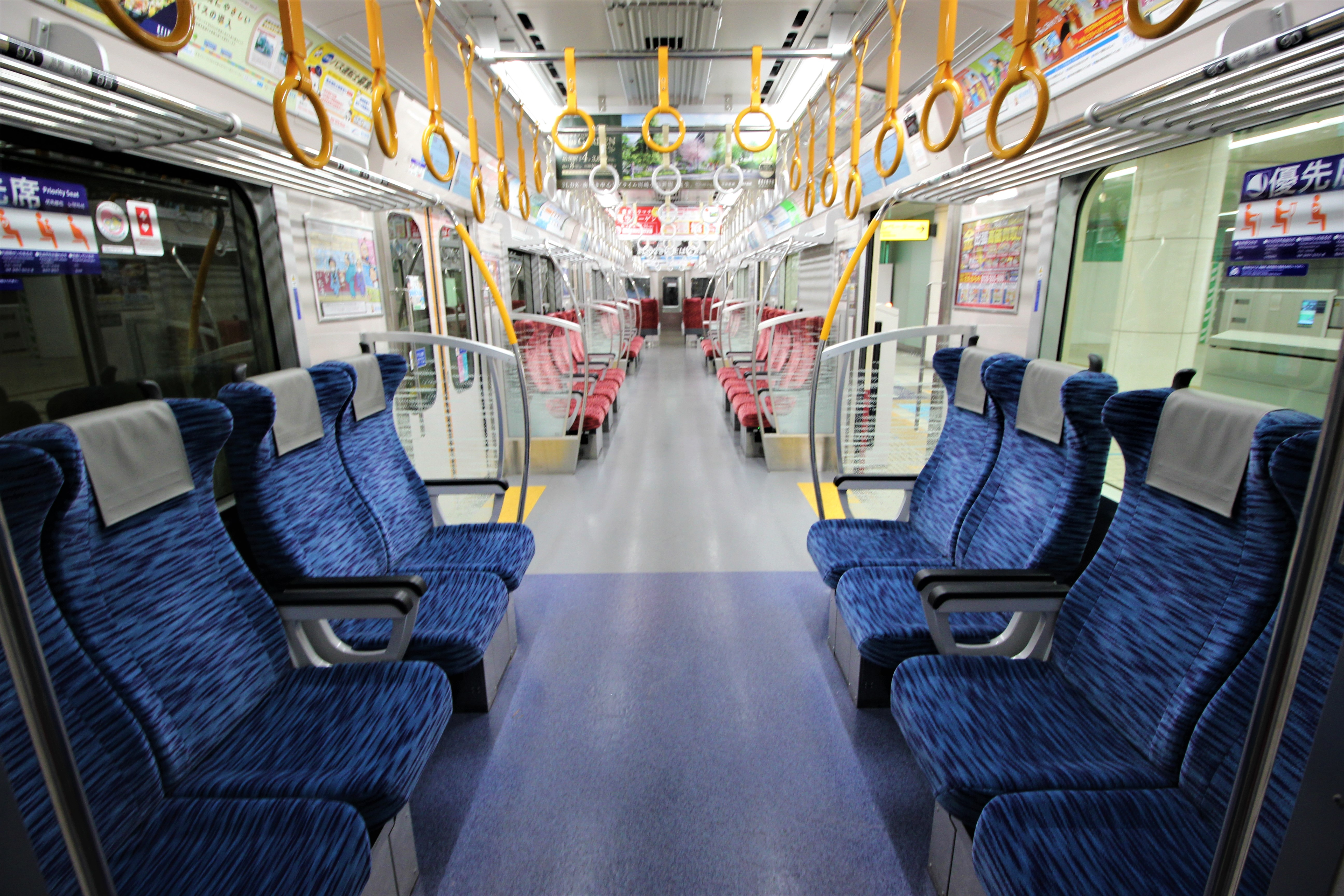
Intérieur avec sièges en position longitudinale.
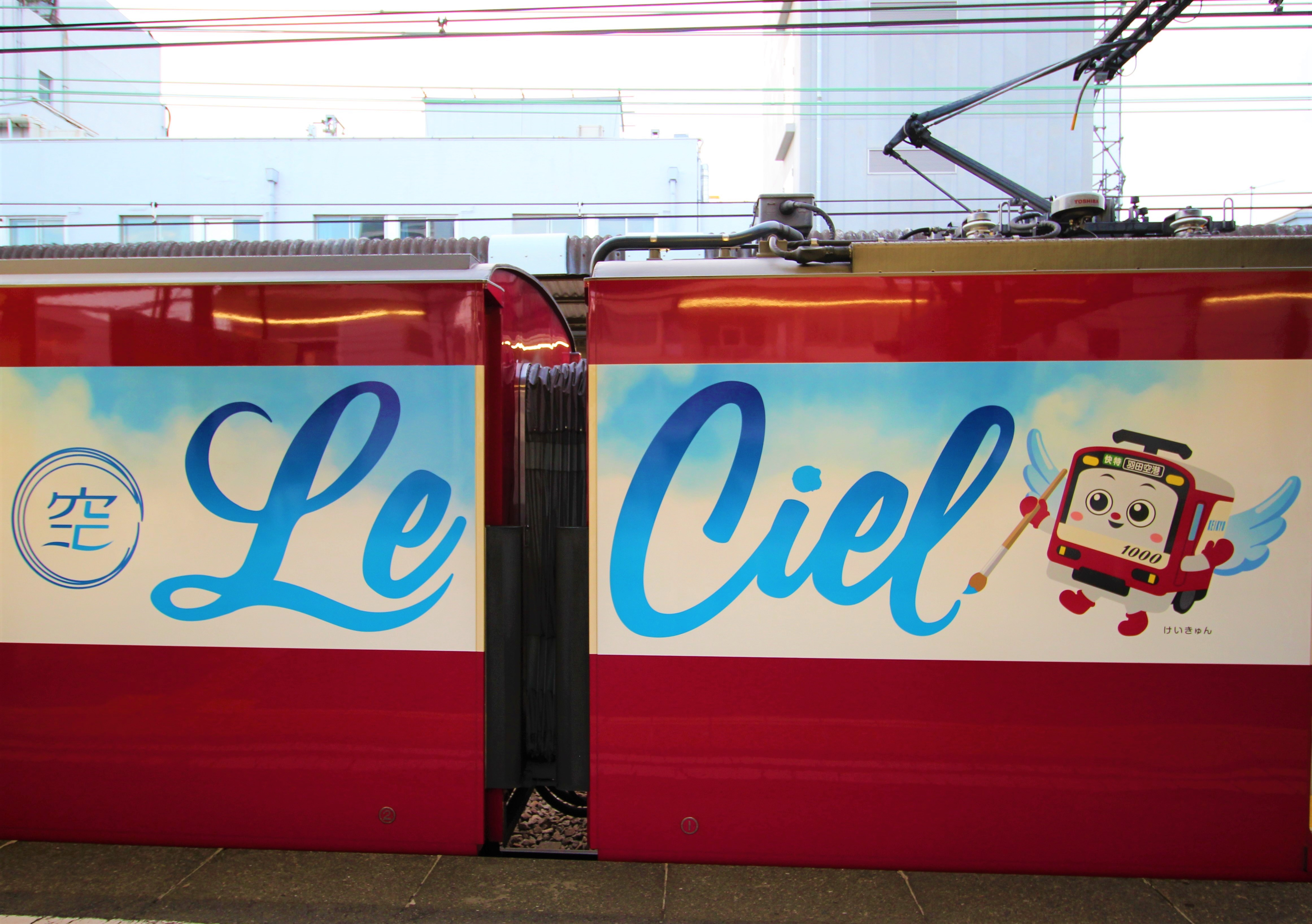
Pelliculage « Le Ciel ».

#### Série 1000-1700 (Tranche 22)
Issue de la série « Le Ciel », cette tranche comprend une rame de 6 voitures (1501, 4M2T) et une de 8 voitures (1701, 4M4T), livrées respectivement le 28 juillet 2023 et le 2 novembre 2023 par Kawasaki Railcar Mfg.. Le ratio motrice/remorque est réduit à 50 % pour les rames de 8 voitures. Les antennes IR sur le toit des voitures de tête sont supprimées, et une rangée de sièges derrière la cabine permet une vue dans le sens de la marche.
Les onduleurs statiques des rames de 6 voitures (Toyo Denki RG4103-AM) sont installés dans la voiture n° 5. Les rames de 8 voitures utilisent des unités MAP-194-15V361 avec des composants SiC, optimisant les performances tout en réduisant les courants harmoniques via une commutation PWM basée sur le flux magnétique. Les équipements restent compatibles avec les tranches 16 à 19.
Ces rames remplacent les anciennes rames de la série 1500.
| Formation n° | Nombre de voitures | Constructeur          | Date de livraison |
| ------------ | ------------------ | --------------------- | ----------------- |
| 1501         | 6                  | Kawasaki Railcar Mfg. | 28 juillet 2023   |
| 1701         | 8                  |                       | 2 novembre 2023   |

#### Tranche 23
Prévue pour 2025, cette tranche comprendra deux rames de 8 voitures pour remplacer la série 1500. La carrosserie ne sera pas peinte, une première depuis la 15e tranche, et les fenêtres latérales des sièges d’observation seront supprimées pour des raisons de conception.